# Betty Everett
Betty Everett, née le 23 novembre 1939 à Greenwood dans le Mississippi et décédée d'un arrêt cardiaque le 19 août 2001 , est une chanteuse noire américaine de rhythm and blues.

## Biographie
Elle débuta à l'église à l'âge de 14 ans où elle chantait et jouait du piano.
Au début de l'année 1957, elle déménagea à Chicago où elle fut découverte peu après par le bluesman Magic Sam.

## Discographie US 45t
- Comme Betty Everett
  - 1957 Cobra 5019 My Life Depends On You / My Love
  - 1958 Cobra 5024 Ain't Gonna Cry / Killer Diller
  - 1959 Cobra 5031 I'll Weep No More / Tell Me Darling
- Comme Bettie Everett & Daylighters
  - 1960 C.J. 611 Why Did You Have To Go / Please Come Back
- Comme Betty Everett
  - 1961 C.J. 619 Happy I Long To Be / Your Loving Arms
  - 1962 Renee Your Love Is Important To Me / I've Got A Claim On You
  - 1962 One-Derful 4806 Your Love Is Important To Me / I've Got A Claim On You
  - 1963 One-Derful 4823 Please Love Me / I'll Be There
  - 1963 Vee Jay 513 Prince Of Players / By My Side
  - 1963 Vee Jay 566 You're No Good / Chained To Your Love
  - 1964 Vee Jay 585 The Shoop Shoop Song (It's in His Kiss) / Hands Off
  - 1964 Vee Jay 599 I Can't Hear You / Can I Get To Know You
  - 1964 Vee Jay 610 It Hurts To Be In Love / Until You Were Gone
- Comme Betty Everett & Jerry Butler
  - 1964 Vee Jay 613 Let It Be Me / Ain't That Loving You
- Comme Betty Everett
  - 1964 Vee Jay 628 Getting Mighty Crowded / Chained To A Memory
- Comme Betty Everett & Jerry Butler
  - 1964 Vee Jay 633 Smile / Love Is Strange
- Comme Betty Everette & Jerry Butler
  - 1965 Vee Jay 676 Since I Don't Have You / Just To Be True
- Comme Betty Everett
  - 1965 Vee Jay 683 The Real Thing / Gonna Be Ready
- Comme Betty Everett & Jerry Butler
  - 1965 Vee Jay 691 Fever / The Way You Do The Things You Do
- Comme Betty Everett
  - 1965 Vee Jay 699 Too Hot To Hold / I Don't Hurt Anymore
  - 1966 Vee Jay 716 Trouble Over The Weekend / The Shoe Won't Fit
  - 1966 ABC 10829 In Your Arms / Nothing I Wouldn't Do
  - 1966 ABC 10861 Bye Bye Baby / Your Love Is Important To Me
  - 1967 ABC 10919 Love Comes Tumbling Down / People Around Me
  - 1967 ABC 10978 My Baby's Loving My Best Friend / I Can't Say
  - 1968 Uni 55100 There'll Come A Time / Take Me
  - 1969 Uni 55122 Better Tomorrow Than Today / I Can't Say No To You
  - 1969 Uni 55141 1900 Yesterday / Maybe
  - 1969 Uni 55174 Been A Long Time / Just A Man's Way
  - 1970 Uni 55189 Sugar / Just Another Winter
  - 1970 Uni 55219 Unlucky Girl / Better Tomorrow Than Today
  - 1970 Fantasy 652 I Got To Tell Somebody /Why Are You Leaving Me
  - 1971 Fantasy 658 Ain't Nothing Gonna Change Me / What Is It?
  - 1971 Fantasy 667 I'm A Woman / Prove It
  - 1972 Fantasy 687 Black Girl / Innocent Bystanders
  - 1972 Fantasy 687 Black Girl / What Is It?
  - 1973 Fantasy 696 Danger / Just A Matter Of Time Till You're Gone
  - 1973 Fantasy 714 Sweet Dan / Who Will Your Next Fool Be
  - 1974 Fantasy 725 Try It, You'll Like It / Wondering
  - 1974 Fantasy 738 Happy Endings / Keep It Up